# Apollonius von Maltitz

Apollonius von Maltitz, Daguerreotypie um 1860

Franz Friedrich Apollonius von Maltitz (* 11. Juni 1795 in Gera; † 2. März 1870 in Weimar) war ein deutscher Schriftsteller mit dem Schwerpunkt Drama und Lyrik und Gesandter an verschiedenen Auslandsvertretungen Russlands, zuletzt im Großherzogtum Sachsen-Weimar-Eisenach.

## Herkunft
Apollonius von Maltitz war der jüngste Sohn des kaiserlich russischen Gesandten (in Portugal, Württemberg und Baden), Peter Friedrich (Pjotr Fjodorowitsch) von Maltitz (1753–1826) und der Apollonia Agnes Martha von Maltitz, geb. von Lieven aus dem Haus Bersen (1765–1826), die das Gut Dursuppen geerbt hatte. Er hatte eine Schwester Friederike († 6. Dezember 1826), die als Stiftsdame des Annenstifts in München lebte, und einen älteren Bruder, Franz Friedrich von Maltitz (* 6. Juni 1794). Dieser stand gleichfalls im russischen diplomatischen Dienst und heiratete Mary Elizabeth Frances Lee (1799–1852), die jüngste Tochter des Staatssekretärs im US-Außenministerium William Lee, und war zuletzt russischer Gesandter in Den Haag. Von dort wegen seiner stark katholisierenden Tendenz abberufen (er war 1831 in Berlin konvertiert), zog er sich 1854 nach Boppard zurück, wo er am 25. April 1857 starb. Er hat sich durch eine Ergänzung des Schiller’schen Demetrius-Fragments (1817) in Deutschland bekannt gemacht.
Der jüngere Sohn Apollonius kam auf einer Reise seiner Eltern in Gera zur Welt und wurde durch Hauslehrer erzogen, eignete sich jedoch seine Bildung vorwiegend im Selbststudium an. Mit Eltern und Geschwistern kam er früh nach London, dann nach Hamburg und 1806 ins Königreich Westphalen nach Kassel. Die folgenden Jahre bis 1812 verbrachte die Familie zumeist in Dresden und übersiedelte während der Befreiungskriege nach Stuttgart.
Da die Söhne des Peter Friedrich von Maltitz keine Nachkommen hatten, erlosch mit Apollonius von Maltitz dieser baltendeutsche freiherrliche Familienzweig.

## Begegnung mit Goethe
Ein Kuraufenthalt seiner Eltern in Karlsbad ermöglichte dem 17-Jährigen, Johann Wolfgang von Goethe persönlich zu begegnen. Er betrachtete ihn, wie er sagte, „mit einem Schauer der Bewunderung und Ehrfurcht vor einer Größe, die ihm weit über alle andere Macht erhaben schien“. Es kam noch zu mehreren Begegnungen mit Goethe, zuletzt im Jahr 1828, wobei von dessen Trauerspiel Elpenor die Rede war, das, wäre es nicht Fragment geblieben, nach Maltitz' Meinung ein Gegenstück zur Iphigenie gebildet hätte.
Ebenfalls in Karlsbad lernte Maltitz 1813 Theodor Körner kennen, der kurz darauf, am 26. August 1813, im Gefecht bei Gadebusch fiel.
Nachdem sein Vater zwei Jahre lang Gesandter in Stuttgart gewesen war, wurde er 1812 ins Großherzogtum Baden nach Karlsruhe versetzt. Hier wurde Maltitz neben seinem älteren Bruder als Attaché der Gesandtschaft angestellt. In dieser Eigenschaft begleitete er seinen Vater auf den Wiener Kongreß. 1816 kam Varnhagen als preußischer Geschäftsträger mit seiner Ehefrau Rahel nach Karlsruhe, mit dem Maltitz eine lebenslange Freundschaft verbinden sollte. Auch der General Tettenborn ließ sich dort nieder und gehörte zum Freundeskreis der Varnhagens, bevor er seinerseits als badischer Gesandter nach Wien ging.

## Frühe Dichtungen und Duell
Maltitz widmete sich dem Studium der alten Klassiker und schrieb erste Gedichte, die in einer Auswahl bereits 1817 in Karlsruhe erschienen.
Im Februar 1818 hatte Apollonius von Maltitz eine heftige Auseinandersetzung mit dem badischen Leutnant der berittenen Garde Georg von Schilling. Dieser schüttete infolge einer Wette dem ihm unbekannten Maltitz mit Absicht ein Glas Wein ins Gesicht und wurde nach einer Prügelei auf die Schlosswache abgeführt. Ein Duell erschien unvermeidlich, nachdem Schilling aus der Haft entlassen war. Am 13. März 1818 kam es zu dem verabredeten Schusswechsel, bei dem Schilling, der auf den Kopf gezielt hatte, seinen Gegner verfehlte und von dem völlig unerfahrenen Zivilisten Maltitz mit dem nächsten Schuss niedergestreckt wurde. Drei Tage später erlag der 25-Jährige Georg von Schilling seinen Verletzungen. Dass Maltitz seinen Gegner einer Nichtigkeit wegen getötet hatte, belastete viele Jahre hindurch sein Gewissen.
Bestraft wurde der 21-Jährige durch Versetzung an die russische Gesandtschaft in Württemberg. In Stuttgart wurde ihm der damalige Sondergesandte, der geistreiche und liberale Fürst Kosloffsky (* 1783; † 26. Oktober 1840), sein väterlicher Freund. Nach dem Rücktritt seines Vorgesetzten nahm ihn dessen Nachfolger Graf Konstantin von Benckendorff, freundlich auf, konnte jedoch die Freundschaft mit Kosloffsky nicht ersetzen.
In seiner damaligen elegisch-sentimentalen Stimmung begeisterte sich Maltitz für Matthisons Dichtungen. Da der Autor zu jener Zeit in Stuttgart lebte, suchte er dessen Umgang und wurde von dem 60-Jährigen mit freundlicher Teilnahme aufgenommen. Mit dem Trauerspiel Virginia, das als sein bestes gilt (gedruckt allerdings erst 1857, zunächst unter dem Pseudonym J. Ch. F. Rage für „Ich frage“), versuchte sich Maltitz erstmals in der dramatischen Poesie.

## Wanderleben als Diplomat und Dichter
1821 wurde Maltitz von Stuttgart als zweiter Legationssekretär an die russische Botschaft in Berlin versetzt. Dort kam er im Salon des Ehepaars Varnhagen in den Kreis der bedeutendsten Repräsentanten des Kulturlebens. Maltitz machte die Bekanntschaft von Adelbert von Chamisso, Heinrich Heine, Wilhelm Hensel; auch seinen Namensvetter Gotthilf August von Maltitz, Karoline und Friedrich de la Motte Fouqué – an dessen Wochenschrift Berlinische Blätter für deutsche Frauen sich Maltitz beteiligte –, sowie Ludwig Robert lernte Maltitz kennen.
Rahel Varnhagen von Ense urteilte damals über ihn, er sei „ein äußerst brawer, gut-gediegener Mensch“. In Berlin fand er auch Aufnahme im Salon der Henriette Scholtz (* 1777), geborenen Mendel (seit 1806 Neander), geschiedenen Wertheim, die inzwischen auch von dem nach Spanien ausgewanderten Diplomaten Hieronymus Gottfried Scholtz (1768–1834) geschieden und eine Schwester des Theologen August Neander war. Über sie (und ihre Tochter Emma Scholtz) lernte er Friedrich von Uechtritz kennen, dem er das Drama Anna Boleyn widmete.
Bei einem Besuch in Dresden lernte er Elise von der Recke und Christoph August Tiedge kennen; die christliche Richtung, die in diesem Kreis herrschte, beeinflusste sein späteres Schaffen, ohne dass er sich ihr angeschlossen hätte.
Gegen Ende des Jahres 1823 wurde Maltitz in die Kanzlei des russischen Gouverneurs Großfürsten Konstantin nach Warschau berufen. Hier verlebte er drei Jahre in fast vollständiger Abgeschiedenheit und schrieb weitere Lustspiele und Sinngedichte sowie die satirischen Geständnisse eines Rappen mit Anmerkungen seines Kutschers. Nach dem Dekabristenaufstand von 1825/26 bemühte er sich um Versetzung auf einen anderen Posten. Im Mai 1826 erreichte er die Versetzung nach Wien. An Henriette Scholtz in Berlin schrieb er: „Erst wenn ich aus diesen Toren fahren werde, wird ein Lenz für mich beginnen; die Kellerluft des polnischen Winters umgibt mich wie ein eiserner Panzer.“
In Wien fühlte er sich bald heimisch und genoss die Geselligkeit und das literarische Leben. Mit Franz Grillparzer, Joseph von Hammer-Purgstall, Castelli und anderen beteiligte er sich an Musenalmanachen und Taschenbüchern wie Aglaja und Huldigung den Frauen.
Nach drei Jahren wurde er nach Rio de Janeiro versetzt. Zuvor nahm er einen mehrmonatigen Urlaub, der ihn von Januar bis Anfang Juni 1830 nach Paris, wo kurz nach seiner Abreise die Julirevolution ausbrach, und Ende Juni nach London führte. Im September 1830 trat er die Überfahrt nach Südamerika an. Mit ihm traf das letzte von Afrika nach Brasilien abgehende Sklavenschiff in Rio de Janeiro ein, wo Maltitz den Gesandten Franz Frantsevich Borel auf dem Sterbebett fand.
Sieben Jahre lang blieb Maltitz in Brasilien und verkehrte in dieser Zeit viel mit dem dänischen Gesandten Friedrich von Reventlow. Seit Jahresbeginn 1831 leitete er eigenständig die Geschäfte der russischen Gesandtschaft. In Brasilien erlebte Maltitz die Unruhen und Meutereien und die Volksversammlung am 6. April 1831 auf dem Anna-Platz von Rio, die anderntags zur Abdankung des Kaisers Dom Pedro I. zugunsten seines minderjährigen Sohnes führte.
Da seine Gesundheit unter dem tropischen Klima litt, bat Apollonius von Maltitz um seine Versetzung, die endlich gewährt wurde. Im Spätsommer 1836 kam er erneut nach München, wo er mit dem Gesandten Severin freundschaftlich verbunden war. Die Anzahl hervorragender Männer auf dem Gebiet der Wissenschaft und Kunst war damals in München auffallend groß. Mit Franz von Elsholtz und Friedrich von Zu Rhein verband sich Maltitz zur Gründung der Zwanglosen Gesellschaft und zur Herausgabe einer Wochenschrift Deutsche Theeblätter, die jedoch nach zwei Jahren wieder einging; auch der Versuch einer Neubelebung unter dem Titel Deutsche Blätter für Literatur und Leben scheiterte 1840.

## Heirat und Niederlassung in Weimar
In München heiratete Maltitz am 19. März 1839 die Gräfin Klothilde von Bothmer (* 2. Mai 1809; † 5. September 1882), die seit ihrem siebzehnten Lebensjahr im Münchener Haushalt des russischen Dichters Fjodor Iwanowitsch Tjuttschew gelebt hatte. Tjuttschew war seit Januar 1829 – zunächst heimlich – mit Klothildes Schwester, der verwitweten Eleonore Peterson (1799–1838) verheiratet, die drei kleine Söhne in die Ehe einbrachte und Mutter von drei Töchtern Tjuttschews wurde. Klothilde kümmerte sich in dieser konfliktträchtigen Ehe, besonders nach dem frühen Tod ihrer Schwester in Turin, um die Kinder. Erst als sich abzeichnete, dass Fjodor Tjuttschew seine langjährige Geliebte, Ernestine von Dörnberg, geb. von Pfeffel heiraten würde, willigte Klothilde in die Eheschließung mit Apollonius von Maltitz ein. Manche Biographen des Dichters vermuten eine Herzensneigung zwischen Klothilde von Bothmer und Tjuttschew, die nach Maltitz’ Tod wieder aufgeflammt sein soll, und deuten dessen berühmtes, mit den rätselhaften Initialen K. B. betiteltes Liebesgedicht (1870) als späte Reminiszenz dieser Affäre.
Das Paar hatte keine Kinder. Zu Maltitz’ Hausstand gehörte eine gleichnamige Nichte der Klothilde von Bothmer, möglicherweise die Tochter der Schwester Eleonore aus ihrer ersten oder zweiten Ehe. Eine Zeichnung von ihr ist im Geburtstagsalbum für Maria Pawlowna enthalten. Sie verstarb am 5. Dezember 1871.
Das diplomatische Wanderleben endete im Jahr 1841 durch seine Versetzung nach Weimar, wohin Maltitz als Geschäftsträger der russischen Gesandtschaft berufen wurde. Die folgenden knapp dreißig Jahre verlebte er hier und empfing zahlreiche Besucher wie im Frühjahr 1846 Hans Christian Andersen und Mitte April 1861 Leo Tolstoi. Er wurde kaiserlich-russischer Geheimrat und wirklicher Staatsrat; seine Akkreditierung wurde am 9. Mai 1841, 11. September 1853 und 5. April 1855 jeweils bestätigt.
Mit der Großfürstin Maria Pawlowna, dem regierenden Großherzog Karl Alexander und dessen Gemahlin Sophie stand er in freundschaftlichem Einvernehmen. Während Ottilie von Goethe immer wieder von Weimar entfernt leben musste, wohnte Maltitz seit 1844 im eleganten Vorderhaus des Hauses am Frauenplan, bis zu Beginn der 1870er Jahre der Enkel des Dichterfürsten, Walther von Goethe, das Haus wieder für sich beanspruchte. Beide Ereignisse, den Einzug und den Auszug, begleitete Apollonius von Maltitz mit Gedichten.
Im Laufe dieser Jahre entstanden neben zahlreichen Gedichten auch mehrere größere poetische Werke; so die Trauerspiele Spartakus und Anna Boleyn; ferner Das erste Verzeihen, biblische Szenen der Versöhnung Esaus und Jakobs; zwei Gesänge zum Epos des ewigen Juden; drei Bände mit Lyrik: 1844 ein Fähnlein Sinngedichte; 1857 Noch ein Blatt in Lethe; 1858 Vor dem Verstummen. Seinen vorletzten Band widmete Maltitz dem Freund Varnhagen von Ense, auf den er auch ein Sonett verfasste. Wenige Tage nach ihrem letzten Wiedersehen in Weimar starb Varnhagen in Berlin. Von dessen Nichte und Nachlass-Herausgeberin Ludmilla Assing erbat sich Maltitz das Türschild zum Salon im Königsmarkschen Palais in der Mauerstraße 36.
Seine dienstlichen Verpflichtungen nahm er so ernst, dass er sich nie ohne Urlaub über Nacht von Weimar entfernte; dafür entschädigte ihn eine jährliche Urlaubszeit, die er mit seiner Gemahlin auf Reisen verbrachte. Unter anderem hielt er sich 1856 in Paris auf, wo er dem Begräbnis seines Freundes Heine beiwohnte. Im Jahre 1865 sah er sich aus gesundheitlichen Gründen genötigt, zum 9. Oktober den Abschied zu nehmen. Er behielt seinen Wohnsitz in Weimar bei und erlebte hier den preußisch-österreichischen Krieg von 1866.
Nach wie vor schriftstellerisch tätig, führte er seine glückliche häusliche Existenz in gewohnter Weise fort bis zu seinem Tod am 2. März 1870. Seinen literarischen Nachlass vermachte er der Nichte Varnhagens, Ludmilla Assing in Florenz, die ihn als „vecchio amico“ in ihrem Testament erwähnt. Mit ihr stand er ebenso in Briefwechsel wie mit dem Fürsten Hermann von Pückler-Muskau in Branitz, der gleichfalls seinen Nachlass für die Sammlung Varnhagen stiftete.
Die Witwe Klothilde von Maltitz verließ Weimar nach 1879 und zog nach Bad Kösen bei Naumburg in Thüringen, wo sie 1882 in Georgenthal verstarb.

## Ehrungen
- St. Annen-Orden 1. Klasse
- Im August 1858 verlieh ihm die philosophische Fakultät der Universität Jena zur dreihundertjährigen Feier der Universitär einen Ehrendoktor.[27]

## Werke
- Poetische Versuche. Marx, Karlsruhe 1817, OCLC 257364221.
- Geständnisse eines Rappen mit Anmerkungen seines Kutschers. Vereins-Buchhandlung, Berlin 1826.[28]
- Der Dichter und der Uebersetzer. Ferdinand Dümmler, Berlin 1829, urn:nbn:de:bvb:12-bsb10114355-7 (BSB München).
- Sinngedichte – Namenlose Gedichte. Zweite Folge – Sonette. In: Berliner Musenalmanach. 1831, S. 65–72, urn:nbn:de:gbv:32-1-10033019326; 186–194, urn:nbn:de:gbv:32-1-10033020530; 262–267, urn:nbn:de:gbv:32-1-10033021298 (Scans in Digitale Sammlungen der Herzogin Anna Amalia Bibliothek).
- Bothwell an Maria und Maria an Bothwell. Zwei Heroiden. Georg Franz, München 1837, urn:nbn:de:bvb:12-bsb10728538-7.
- Gedichte. 2 Bände. Georg Franz, München 1838, Band 1, urn:nbn:de:bvb:12-bsb10114353-7 (BSB München); Band 2, urn:nbn:de:bvb:12-bsb10114352-1 (BSB München); Band 1 und 2 (HathiTrust).
- Dramatische Einfälle. 2 Bände. Georg Franz, München 1839–1843, Band 1, urn:nbn:de:bvb:12-bsb10114356-3; Band 2, urn:nbn:de:bvb:12-bsb10114357-8.
- Drei Fähnlein Sinngedichte. Ein Fähnlein Fabeln. Ein Fähnlein Sonette. Ein Fähnlein Humor. Anhang. Vereins-Buchhandlung, Berlin 1844 (Scan bei HathiTrust).
- Eine Sonettenbank. Landes-Industrie-Comptoir, Weimar 1853, urn:nbn:de:bvb:12-bsb10114364-7 (BSB München).
- (Unter Pseudonym Lola Milford:) Triclinium. In drei Gesängen. T. F. A. Kühn, Weimar 1856 (Scan in der Google-Buchsuche).
- Dramatische Szenen und andere Dichtungen. Als Manuscript gedruckt. Weimar 1854, urn:nbn:de:bvb:12-bsb10114359-3 (BSB München).
- Noch ein Blatt in Lethe! T. F. A. Kühn, Weimar 1857, urn:nbn:de:bvb:12-bsb10114360-6 (BSB München).
- Vor dem Verstummen. T. F. A. Kühn, Weimar 1858, urn:nbn:de:bvb:12-bsb10114361-1 (BSB München).
- (Zuerst im Jahrbuch deutscher Bühnenspiele für 1858 von F. W. Gubitz unter dem Pseudonym J. Ch. F. Rage:) Virginia. Trauerspiel in fünf Aufzügen, T. F. A. Kühn, Weimar 1858.
- Des häuslichen Zwistes Jahrestag. Nachspiel in einem Aufzug, Großherzogliches Hoftheater Weimar, 5. Mai 1858 (uni-jena.de Theaterzettel zur Uraufführung).
- Anna Boleyn. Trauerspiel in sechs Aufzügen. Fr. Tantz, Weimar 1860, urn:nbn:de:bvb:12-bsb10114362-6; dass., Bloch, Berlin 1860.
- Spartacus. Trauerspiel in fünf Aufzügen. T. F. A. Kühn, Weimar 1861, urn:nbn:de:bvb:12-bsb10542180-0.
- Quelle und Abgrund. Schauspiel in fünf Aufzügen. T. F. A. Kühn, Weimar 1861, urn:nbn:de:bvb:12-bsb10542217-6.
- Die Gedächtniskur oder die drei Knoten im Schnupftuche oder auch das Weib wird durch Liebe nicht klüger. Lustspiel in 3 Aufzügen. T. F. A. Kühn, Weimar 1862, urn:nbn:de:bvb:12-bsb10542216-0.
- Die Wunderkur der Hölle. Ein Nachtstück. T. F. A. Kühn, Weimar 1863.
- Die Selbstbiographie. Lustspiel in einem Aufzuge. T. F. A. Kühn, Weimar 1863, urn:nbn:de:bvb:12-bsb10542198-4.
- Das unhistorische Fenster. Lustspiel in einem Aufzuge. T. F. A. Kühn, Weimar 1863, urn:nbn:de:bvb:12-bsb10108015-6.
- Photographie und Vergeltung. Lustspiel in einem Aufzuge. T. F. A. Kühn, Weimar 1865, urn:nbn:de:bvb:12-bsb11007654-7.
- Beim Einzug in Goethes Haus und Das Scheiden von Goethes Wohnung. In: Das Haus Frauenplan seit Goethes Tod. Dokumente und Stimmen von Besuchern (= Schriften der Goethe-Gesellschaft. Band 48, ISSN 0232-3451). Eingeleitet und hrsg. von Werner Deetjen. Verlag der Goethe-Gesellschaft, Weimar 1935, DNB 579623963, S. 42–48.

Auswahlbände:
- Meyer’s Groschen-Bibliothek der deutschen Classiker. Eine Anthologie in 365 Bändchen. 343. Bändchen: Moritz Hartmann und Apollonius von Maltitz. Bibliographisches Institut / Hermann J. Meyer, Hildburghausen / New York o. J. [nach 1853][29], urn:nbn:de:bvb:12-bsb11260220-4 (Digitalisat). Dass., o. J. [ca. 1871][30], (Digitalisat)
- Ausgewählte Gedichte. Mit Biographie des Dichters hrsg. von Karl von Beaulieu-Marconnay. Böhlau, Weimar 1873.

## Briefe und Manuskripte
- In dem Haupt des Dichters wimmeln… Manuskript im Nachlass von Hans Christian Andersen, 30. Juni 1844 (andersen.sdu.dk).
- Briefe an Klothilde von Maltitz und Briefe anderer an diese im Goethe- und Schiller-Archiv, Weimar (Katalogeintrag); Briefe an Ottilie von Goethe, ebenda (Katalogeintrag); Briefe anderer an Maltitz, ebenda (Katalogeintrag).
- Zahlreiche an Maltitz gerichtete Briefe finden sich in der Sammlung Varnhagen, die heute in der Biblioteka Jagiellońska, Krakau aufbewahrt wird.
- Friedrich Schnapp: Unbekannte Erinnerungen an Heinrich Heine. In: Bimini. Ein buntes Blatt für Kunst, Literatur und Leben. 1, 1924, ZDB-ID 544022-1, S. 11–14 (an Varnhagen, 26. März 1856); dass. in: Begegnungen mit Heine. Berichte der Zeitgenossen. Hrsg. von Michael Werner in Fortführung von H. H. Houbens „Gespräche mit Heine“. [Band 1:] 1797–1846. Hoffmann und Campe, Hamburg 1973, ISBN 3-455-08148-7, S. 81 ff.
- Handschriftliche Widmung des Gedichtbands Eine Sonettenbank an Heinrich Heine im Heinrich-Heine-Portal (uni-trier.de; uni-trier.de).
- Schulter und Hand. Widmung für Wilhelm Hemsen in dessen Album, Weimar o. J., Bl. 42a, Universitäts- und Landesbibliothek Bonn, urn:nbn:de:hbz:5:1-71979.
- Friedrich von Matthison’s Literarischer Nachlaß nebst einer Auswahl von Briefen seiner Freunde. Ein Supplement zu allen Ausgaben seiner Schriften. Band 3, August Mylius, Berlin 1832, S. 157–183 (Scan – Internet Archive).
- Korrespondenz mit dem Fürsten Hermann von Pückler-Muskau im Brandenburgischen Landeshauptarchiv, Potsdam (Katalog-Eintrag).
- Briefwechsel zwischen Pückler und Apollonius von Maltitz. In: Briefwechsel des Fürsten Hermann von Pückler-Muskau. Hrsg. von Ludmilla Assing. Band 8. Wedekind & Schwieger, Berlin 1875, S. 72 (Scan – Internet Archive).
- Nachlass Eduard von Schenk (1788–1841), Staatliche Bibliothek Regensburg (Verzeichnis: staatliche-bibliothek-regensburg.de [PDF; 268 kB])
- An Luise Seidler, gestorben am 7. Oktober 1866. Sammlung Herman Grimm im Hessischen Staatsarchiv Marburg, Sign. 340 Grimm Nr. Br 3827 (Web-Ressource).
- Briefe an Ludwig Tieck. Band 2. Ausgewählt und hrsg. von Karl von Holtei. Eduard Trewendt, Breslau 1864, S. 325 ff. (bsb-muenchen.de).
- Briefe an Karl August Varnhagen von Ense werden in der Biblioteca Estense in Modena aufbewahrt.[31]